# 岩倉昌弘
岩倉 昌弘（いわくら まさひろ 1961年 - ）は、クラシエホールディングス代表取締役社長執行役員。

## 経歴
1961年兵庫県生まれ。
小学校から高校までを岸和田市で過ごし、1985年関西大学社会学部卒業。同年鐘紡に入社。2005年ホームプロダクツ事業のトップに就任。社名変更に伴い2007年クラシエホームプロダクツ社長執行役員となり、2009年クラシエホールディングス株式会社常務執行役員、2015年に専務執行役員
。2018年1月から現職。2020年クラシエ製薬代表取締役社長。

## 人物
家族は関西に住んでおり、東京に15年以上単身赴任している状態である。
スポーツ観戦が趣味で、東京六大学野球などを中心に観戦。自身も学生時代から軟式テニスをやっていた。
2007年の社名変更から10年を機に「CRAZY KRACIE」という経営ビジョンを掲げ、自身も「クレイジー」な社長と称されることがある。

## テレビ番組
- 日経スペシャル カンブリア宮殿 旧カネボウ破綻から19年 "余り物"が復活できた理由（2023年3月16日、テレビ東京）- クラシエホールディングス社長執行役員として出演[8]。